# مسجد عثمان بن عفان (القدس)
مسجد عثمان بن عفان أو مسجد البازار هو مسجد أثري يقع داخل أسوار البلدة القديمة لمدينة القدس في منطقة سوق البازار على الطريق المؤدية من باب الخليل إلى المسجد الأقصى.يُعد هذا الموقع من المناطق الحيوية التي تشهد حركة تجارية نشطة.

## التاريخ
تشير الوثائق التاريخية أن المسجد بُني في العهد التركي. تظهر سجلات مؤسسة إحياء التراث والبحوث الإسلامية إشارات إلى تعميره منذ عام 1938 وحتى عام 1990م.
خضع المسجد لعدة عمليات ترميم على مر السنين، خاصة بعد تعرضه لأضرار نتيجة الزلازل. 

## العمارة
يتميز المسجد بتصميمه البسيط، حيث تبلغ مساحته حوالي 15 مترًا مربعًا، ويقع بين عدد من المحلات التجارية. يحتوي المسجد على مكتبة صغيرة، ولا توجد له مئذنة، يوجد فيه مكبرات للصوت تطل على السوق، ومتوضأ.